# 누오보 소제타리오
누오보 소제타리오(Nuovo soggettario)는 이탈리아의 피렌체 국립중앙도서관(Biblioteca nazionale centrale di Firenze, BNCF)에서 관리 및 운영하는 주제색인체계이다. 이 도서관은 도서에 대한 국립 아카이브이자 이탈리아 국가서지(Bibliografia nazionale italiana)의 생산기관으로서 주제색인 도구를 선정하고 개발하는 임무를 맡고 있다. 도서관, 아카이브, 미디어 자료관, 다큐멘테이션 센터 및 이외 문화유산 관리기관에서 다양한 유형의 자원(텍스트, 이미지, 사운드, 웹사이트 등)을 아날로그와 디지털 방식으로 색인하는 데 사용할 수 있다.

## 구성 요소
누오보 소제타리오는 다중 구성 요소 체계로, 주요 요소는 다음과 같다.
- 주제명표목 처리를 위한 구문 및 의미 규칙 집합(관련 가이드에 게시됨)
- 온라인 목록과 이외 데이터베이스 사용자가 색인 및 연구 단계에서 사용할 수 있는 용어를 포함하여 이탈리아어로 된 다학제 시소러스가 포함되며, 이 시소러스는 링크드 데이터의 맥락에서 오픈 개방 형식으로 제공됨

## 목적
누오보 소제타리오는 학술 데이터(scientific data) 관리 및 거버넌스(stewardship)를 위한 국제표준과 FAIR 원칙 (발견가능성, 접근성, 상호 운용성, 재사용성)을 준수하는 주제 색인 방법을 제안한다. 이 체계는 1956년 BNCF에서 발간되어 오랜 기간 대부분의 이탈리아 도서관에서 사용된 이탈리아 도서관 목록 작성을 위한 주제명표(Soggettario per i Cataloghi delle biblioteche italiane)를 현대적으로 개정한 것이다.

## 역사
누오보 소제타리오 구축 프로젝트는 안토니아 이다 폰타나(1996년부터 2010년까지 피렌체 국립중앙도서관 관장)의 주도로 시작되었으며, 초기부터 이탈리아 문화부(Ministero della Cultura) 와 종합목록 중앙연구소(Istituto Centrale per il Catalogo Unico, ICCU)의 지원을 받아 왔다. 
이 프로젝트는 1956년판 소제타리오(Soggettario)가 낡은 도구가 되었으며, 이 분야에서 제기된 다양한 이론, 국제 표준, 개념 모형, 국외의 색인 체계 발전을 고려할 때 전면 개정이 불가피하다는 인식에서 출발했다. 

## 이전 도구와의 차이점

### 소제타리오
1956년에 편찬된 기존의 소제타리오는 피렌체 국립중앙도서관의 사서들이 20년에 걸쳐 진행한 작업의 결과로, 최종 단계에서는 에마누엘레 카사마시마(Emanuele Casamassima)의 조정으로 이루어졌다. 이 시소러스는 도서관 주제명표에서 시작하려 미국 국회도서관주제명표 (LCSH)의 전통에서 영감을 얻은 것이다.
기존의 소제타리오는 주표목(main entries)와 세목(subdivisions)를 바탕으로 한 전조합 색인을 포함한다. 이는 통제어휘 형식이었으며, 여기에 명확한 구문 규칙 장치가 포함되지는 않았다.
약 50년 동안 기존의 소제타리오는 1999년까지 이탈리아 국가서지(Bibliografia nazionale italiana, BNI)에 도입된 신규 주제명 목록(Liste di aggiornamento)을 통해 지속적으로 개선되어 왔다. 그러나 이 시소러스는 학문 분야의 발전과 더불어 어휘와 구조적 측면에서 모두 한계를 드러냈으며, 인쇄용 목록에서 온라인열람목록(OPAC)으로 전환되면서 이러한 한계는 더욱 부각되었다.

### 누오보 소제타리오
누오보 소제타리오는 정교한 규칙 집합과 학제적 시소러스로 구성되어 있으며, 이는 구문(syntax)과 용어(terminology) 영역을 분리하는 구조를 필수 요소로 한다. 이는 의미(semantic) 색인(개념 분석과 이 시소러스들 모두와 관련됨)과 관련된 ISO 표준, 국제도서관협회연맹(IFLA)의 지침 및 서지 연구의 기능요건(예: 서지레코드의 기능 요건 (FRBR), IFLA 도서관 참조 모형 (IFLA LRM))을 보장하는 기타 모델을 준수한다. 이러한 특성 덕분에 다른 색인 도구와 호환되고 상호운용성을 확보할 수 있다.
누오보 소제타리오는 기존의 시소러스인 소제타리오와 다른 유형의 어휘집을 연결하여 웹 탐색을 더욱 발전시키고자 했다. 비도서 영역에 대한 개방적 개념을 따르고 다양한 아카이브 간의 통합이 증가할 것으로 예상하여, 이 시소러스는 Zthes 및 MARC21 표준 외에도 SKOS/RDF(SKOS에서의 첫 번째 매핑, 2010년 6월 0.1 참조)와 같이 웹에서의 데이터 교환에 적합한 프로토콜과 형식으로도 제공된다.
이러한 측면에서 BNCF는 국내외에서 지속적인 협업과 소통을 하고 있으며, 이를 통해 생산된 메타데이터의 웹 게시 방법(예: 링크드 데이터)을 최적화하고 있다. 이 시소러스의 메타데이터는 크리에이티브 커먼즈 저작자 표시 4.0 라이선스에 따라 제공되며, 소유권을 명시적으로 표시하는 경우에 한해 무료로 사용할 수 있다.

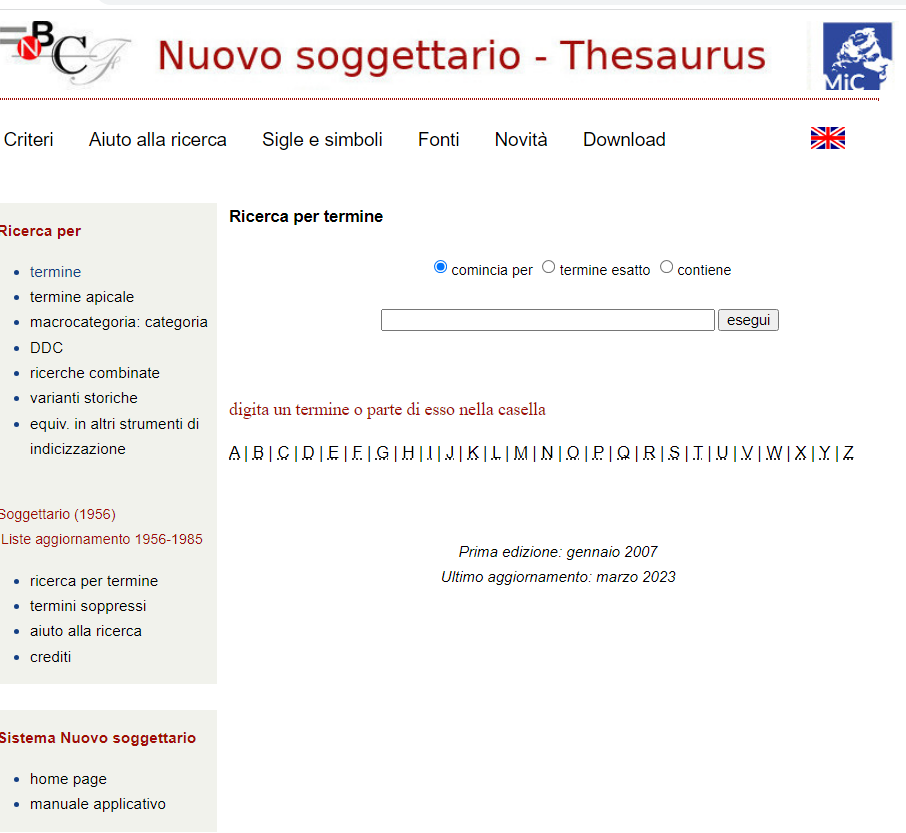
누오보 소제타리오 시소러스(Thesaurus Nuovo soggettario_

이 시소러스의 이용자는 각 용어 옆에 표시된 주머니 모양의 아이콘을 통해 용어 자체나 용어의 의미 보고서 등에 대한 의견과 제안을 보내 BNCF 실무 그룹과 상호 작용할 수 있다.
대신, 새로운 용어에 대한 제안은 BNCF와 이 시소러스 개발을 위한 계약을 공식적으로 체결한 기관에만 허용된다. 

## 개발
이 시소러스의 업데이트와 개정은 BNCF의 주제 색인 및 분류 연구 및 도구 부서(총괄 조정)에서 담당하며, BNCF의 두 부서인 이탈리아 국가 서지(Italian national bibliography, BNI)와 IT 서비스 부서의 협력을 통해 진행한다.
누오보 소제타리오는 대학도서관, 지방 기관 도서관, 교회 도서관, 이탈리아 국가도서관 서비스 참여 기관, 아카데미아 델라 그루스타(Accademia della Crusca), 이탈리아 국립연구위원회(Consiglio Nazionale delle Ricerche, CNR), 트레차니 백과사전 연구소(Istituto dell'Enciclopedia italiana Treccani) 등의 기관들과 폭넓은 협력 네트워크에서 도움을 받아, Wikidata의 구조화된 데이터와 더욱 통합되고 있다. 또한, 이 시소러스는 다른 국립도서관에서 개발한 다른 의미 색인 도구 및 GLAM 관점에서 기록관와 박물관 소장자료와 상호운용성을 점차 확대하고 있다.
누오보 소제타리오의 시소러스는 꾸준히 증가하고 있다. 2007년 1월 프로토타입으로 발행된 13,000개 용어는 2025년 3월에는 74,490개 용어가 되었다. 다른 언어로 된 용어와 대등어의 증가는 6개월마다 감지되며 BNCF 웹사이트에서 확인할 수 있다.

## 참고문헌
- Biblioteca nazionale centrale di Firenze, Nuovo soggettario. Guida al sistema italiano di indicizzazione per soggetto, 2. ed. interamente rivista e aggiornata, Roma, Associazione italiana biblioteche, Firenze, Biblioteca nazionale centrale di Firenze, 2021.
- Cheti, Alberto; Viti, Elisabetta (2023). “Functionality and Merits of a Faceted Thesaurus: The Case of the Nuovo soggettario”. 《Cataloguing and Classification Quarterly》 61 (5-6): 708-733. doi:10.1080/01639374.2023.2223193.
- Lucarelli, Anna (2022). “Thesauri in the digital ecosystem”. 《JLIS.it》. 13 (2022) (1). doi:10.4403/jlis.it-12744.
- Viti, Elisabetta (2022). “My first ten years: Nuovo soggettario growing, development and integration with other Knowledge Organization Systems (KOS)”. 《Knowledge Organization》 44 (8): 624–637. doi:10.5771/0943-7444-2017-8-624.
- Lucarelli, Anna; Viti, Elisabetta (2015). “Florence-Washington round trip: ways and interconnections between semantic indexing tools in different languages”. 《Cataloguing and Classification Quarterly》 53. doi:10.1080/01639374.2014.1004008.
- Cheti, Alberto; Paradisi, Federica (2008). “Facet analysis in the development of a general controlled vocabulary”. 《Axiomathes》 (18): 223-241. doi:10.1007/s10516-008-9033-4.
- Fontana, Antonia Ida (2004). 《Subject Indexing between International Standards and Local Contexts: The Italian Case》 (PDF). IFLA.